# Билараб бин Хейсам
Билара́б бин Хейса́м Аль Саид (араб. بلعرب بن هيثم آل سعيد‎; род. 10 января 1995, Маскат) — второй и младший сын султана Омана Хейсама бен Тарика и его жены Ахад бинт Абдаллы Аль Бусаиди. Второй в порядке наследования престола в стране после отца и старшего брата.

## Биография
Билараб бин Хейсам Аль Саид родился 10 января 1995 года в Маскате в семье будущего султана Хейсама бен Тарика и его жены Ахад бинт Абдаллы Аль Бусаиди. Его старший брат принц Тейязин (род. 1990) — наследник престола, а также у него есть две сестры — принцессы Турайя и Омаима.
В 2012 году окончил Международную школу. В 2018 году Билараб получил степень бакалавра архитектуры в Центральном колледже искусств и дизайна Святого Мартина.
В январе 2022 года учредил премию Билараба бин Хейсама за архитектурный дизайн, которая нацелена на молодёжь султаната, специализирующуюся в области архитектуры и дизайна. Помимо этого, Билараб является президентом Программы перспективных стартапов Омана, направленной на поддержку инновационных и технологических стартапов в стране.